# Jacques-Jean Barre
Pour les articles homonymes, voir Barre.
Jacques-Jean Barre est un artiste français, né le 3 août 1793 à Paris où il est mort le 10 juin 1855. Graveur général des monnaies à la Monnaie de Paris de 1843 à 1855, il est à l'origine du grand sceau de France et des deux premières séries de timbres-poste du pays.

## Biographie
L'ordre de ses prénoms varie selon les publications : Jean-Jacques Barre en numismatique et Jacques-Jean Barre en philatélie.
Barre entre comme ouvrier graveur vers 1810 à la Monnaie de Paris. Après la mort en 1842 de Nicolas-Pierre Tiolier, il lui succède en tant que graveur général des monnaies. Le roi Louis-Philippe Ier lui commande en particulier de larges portraits en médaillon de plâtre des nombreux membres de la famille royale.

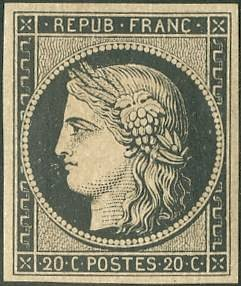
Premier timbre postal français.

Sous la Seconde République, il est chargé du dessin et de superviser la gravure des billets de 500 et 1 000 francs du type 1842. Il crée en 1848 la matrice pour le nouveau grand sceau de la République et celui de l'Assemblée nationale. Il est aussi le dessinateur et graveur des premiers timbres-poste de France, à l'effigie de Cérès et de Napoléon III (Présidence et Empire), lesquels sont imprimés dans l'hôtel de la Monnaie par Anatole Hulot jusqu'en 1876.
La Seconde République ayant peu frappé de monnaies, hormis notamment la pièce de cinq francs repris du type Dupré, il doit attendre l'élection en décembre 1848 comme président de la République de Louis-Napoléon Bonaparte, futur Napoléon III, pour avoir des coins à graver. Il réalise, pour la courte période républicaine avant le coup d'État du 2 décembre 1851, la gravure des pièces de 5 francs et 1 franc à l'effigie de Louis-Napoléon tête nue incluant dans la légende la mention « président de la République ». Puis, l'empire proclamé en 1852, il grave les mêmes pièces mais cette fois-ci avec la légende « Empire Français » et « Napoléon III Empereur ».
Il grava également les pièces de 1 et 2 centimes pour la Suisse qui furent frappées de 1850 à 1946.
Malade, il démissionna de ses fonctions en 1855.
Son fils cadet, Désiré-Albert Barre (6 mai 1818 - 29 décembre 1878) lui succède à ce poste de graveur général des monnaies. C'est à lui que l'on doit notamment la gravure des monnaies et des timbres du Second Empire à l'effigie de Napoléon III à tête laurée. Il est également le père de la médaille de Sainte-Hélène. Il rompt cependant avec Anatole Hulot en 1866.
Son fils ainé, Jean-Auguste Barre, sculpteur remarqué, et portraitiste attitré de la famille impériale, succède à son frère cadet en tant que Graveur général des monnaies en 1878 sous la IIIe République mais n'occupe cette fonction qu'une année.

## Iconographie
Une médaille posthume à l'effigie de Jacques-Jean Barre, non datée, a été gravée par ses fils. Un exemplaire en est conservé au musée Carnavalet (ND 0164).

## Galerie

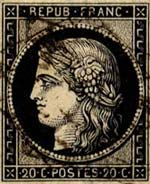
Le 20 centimes Cérès noir 1849 : premier timbre français mis en vente le 1er janvier 1849.
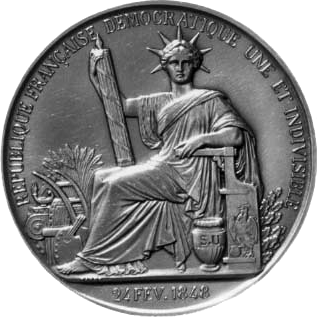
Le grand sceau de la République Française, gravé par Barre en 1848.
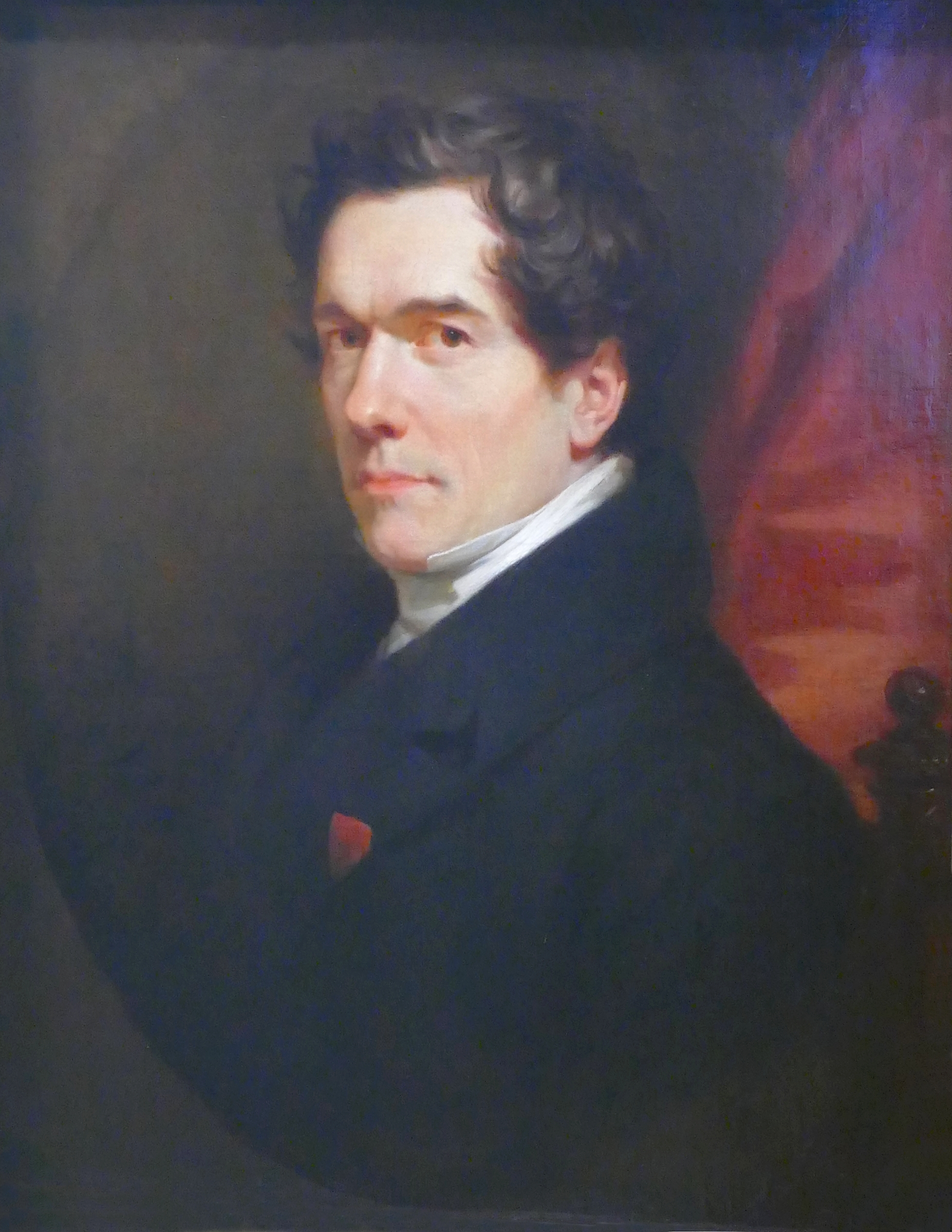
Jacques-Jean Barre, portrait par Henri Decaisne, 1835. Musée de la Poste.